# District de Bayuquan
Le district de Bayuquan (鲅鱼圈区 ; pinyin : Bàyúquān Qū) est une subdivision administrative de la province du Liaoning en Chine. Il est placé sous la juridiction de la ville-préfecture de Yingkou.